# Station Bandung

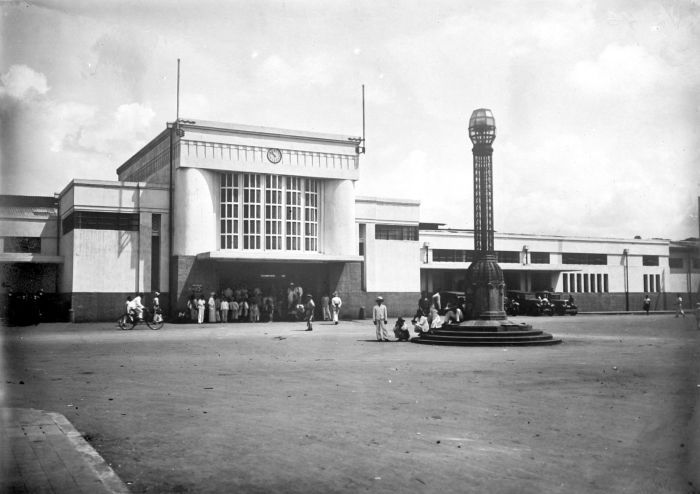
Frontaanzicht van het spoorwegstation te Bandoeng (1928-1938).

Station Bandung, ook wel Station Hall, is het grootste spoorwegstation in Bandung en een van de grootste in West-Java.

## Bestemmingen

### Intercitytreinen
- Argo Parahyangan naar Gambir
- Argo Wilis naar Surabaya Gubeng
- Harina naar Surabaya Pasar Turi
- Lodaya naar Solo Balapan
- Malabar naar Malang
- Mutiara Selatan naar Surabaya Gubeng en Malang
- Turangga naar Surabaya Gubeng
- Ciremai Express naar Cirebon en Semarang Tawang
- Pangandaran naar Banjar en Gambir

### Forensentreinen
- Simandra naar Purwakarta en Cibatu
- Lokal Bandung Raya naar Padalarang en Cicalengka